# Danelectro
 (octobre 2024).

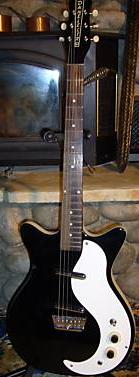
Une guitare Danelectro '59-DC.

Danelectro est une marque américaine de guitares, de basses, d'amplificateurs, de pédales d'effets et d'accessoires fondée en 1947 par Nathan Daniel.

## Histoire
À l'origine, Danelectro, est une compagnie (avec National, Harmony, Kay ou encore Teisco) qui fabrique des instruments pour la marque Silvertone.
Les instruments de la marque sont généralement bon marché. Les guitares Danelectro deviennent ainsi les premiers instruments de nombreux guitaristes américains. Certains modèles particuliers de la marque (comme la guitare 12 cordes, la guitare baryton, le sitar ou la basse 6 cordes), ont du succès de par leur absence de concurrence dans la même gamme de prix.

## Particularité des instruments
Contrairement aux autres marques de guitares, les caisses des guitares Danelectro sont faites de panneaux en masonite (un matériau connu en France sous le nom d'Isorel) fixés sur un cadre en bois. Le corps est ainsi creux, ce qui rend les instruments très légers. Les manches sont généralement fabriqués avec des bois conventionnels comme l'érable, et le palissandre pour la touche.
Des micros de type lipstick (« tube de rouge à lèvres »), caractérisés par leurs capots cylindriques chromés, inventés par Danelectro, sont utilisés sur toutes leurs guitares. Ils sont très souvent câblés en série au lieu du traditionnel câblage parallèle, ce qui donne un son de type humbucker annulant tout bruit de fond lorsque le sélecteur est en position centrale.
Ces deux aspects donnent aux guitares Danelectro un son particulier, très clair, sensible au feed-back, et avec assez peu de sustain. Ce type de son se retrouve souvent utilisé pour la musique surf, rockabilly ou grunge.

## Utilisateurs célèbres
- Jimmy Page, du groupe Led Zeppelin, popularise grandement la marque en utilisant une Danelectro 3021 en studio pour The Rain Song (accordage en DGCGCD), ainsi qu'en concert pour Kashmir et White Summer (en) (accordage en DADGAD) et In My Time of Dying (accordage en DGDGBD).
- Eric Clapton possède une '59-DC aux motifs psychédéliques.
- Steve Howe joue un sitar électrique Danelectro sur des chansons de Yes (Close to the Edge, Siberian Khatru, Tales from Topographic Oceans, To Be Over, Into the Lens) ainsi que sur ses albums solos.
- Mike Rutherford utilise un sitar électrique Danelectro sur I Know What I Like (In Your Wardrobe) et Dancing with the Moonlit Knight de Genesis. En concert toutefois, ce même instrument est joué par le guitariste Steve Hackett.
- Stevie Ray Vaughan utilise des micros Danelectro Lipstick Tube sur sa guitare nommée Charley.
- Beck utilise souvent une rare Danelectro Silvertone 1448.
- Syd Barrett utilise une Danelectro '59-DC sur les deux premiers albums de Pink Floyd.
- Eddie Van Halen, adepte des hybridations de guitares, utilise un manche de Danelectro '59-DC sur une Stratocaster et une Explorer.
- Peter Buck, du groupe R.E.M. utilise une Danelectro 12 cordes.
- Jeff Beck utilise une Danelectro Baritone.
- Mark Knopfler utilise parfois une Danelectro '59-DC en live pour ses morceaux en slide.
- Jimi Hendrix possède durant sa jeunesse une Danelectro Silvertone single pickup de couleur bronze. Il la repeind en rouge et la surnomme Betty Jean, du nom de sa petite amie de l'époque.
- « E » (Mark Oliver Everett), du groupe Eels joue désormais exclusivement sur scène et en studio sur des Danelectro '56 Single Cutaway.
- Bror Gunnar Jansson joue quasi-systématiquement sur des guitares Danelectro.
- Fat Mike, du groupe NOFX, utilise une basse Danelectro 59dc.
- Vincent Nevraumont, guitariste du groupe The Beatles Juice, utilise une Danelectro DC59